# Ghemical
Ghemical ist eine Computerchemie-Software, die unter der GPL steht.
Ghemical wurde in der Programmiersprache C++ geschrieben. Die grafische Benutzeroberfläche nutzt das GUI-Toolkit GTK+ und die Grafikschnittstelle OpenGL.
Das Programm unterstützt verschiedene Quantenchemische und statistisch-mechanische Methoden direkt, fungiert aber auch als Frontend für GAMESS. Moleküle lassen sich als 3D-Modell visualisieren.